# Galaktozydy
Galaktozydy – glikozydy, pochodne galaktozy. Atom wodoru z grupy –OH, znajdującej się przy pierwszym węglu galaktozy, jest zastąpiony przez cząsteczkę związku organicznego. W zależności od tego czy wiązanie glikozydowe leży "nad" czy "pod" płaszczyzną cząsteczki galaktozy, galaktozydy są klasyfikowane jako α-galaktozydy lub β-galaktozydy.